# Благодатне (Плахтіївська сільська громада)
Благода́тне (до 14.11.1945 Гнаденфельд) — село Плахтіївської сільської громади Білгород-Дністровському районі Одеської області в Україні. Населення становить 346 осіб.

## Населення
Згідно з переписом УРСР 1989 року чисельність наявного населення села становила 360 осіб, з яких 168 чоловіків та 192 жінки.
За переписом населення України 2001 року в селі мешкало 346 осіб.

### Мова
Розподіл населення за рідною мовою за даними перепису 2001 року:
| Мова       | Відсоток |
| ---------- | -------- |
| українська | 51,45 %  |
| молдовська | 17,34 %  |
| російська  | 16,76 %  |
| болгарська | 13,29 %  |
| білоруська | 0,58 %   |
| інші       | 0,58 %   |